# Distrito 2 (Cidade de Ho Chi Minh)
O Distrito 2 (em Vietnameita:Quan 2) é um dos 24 distritos da Cidade de Ho Chi Minh, no Vietnam. Está localizado na zona central da cidade . Com uma área total de 49,74 km², o distrito tem uma população de 136 497 habitantes, de acordo com dados de 2010.  O distrito está dividido em 11 pequenos subconjuntos que são chamados de alas. 